# Badminton (Special Olympics)

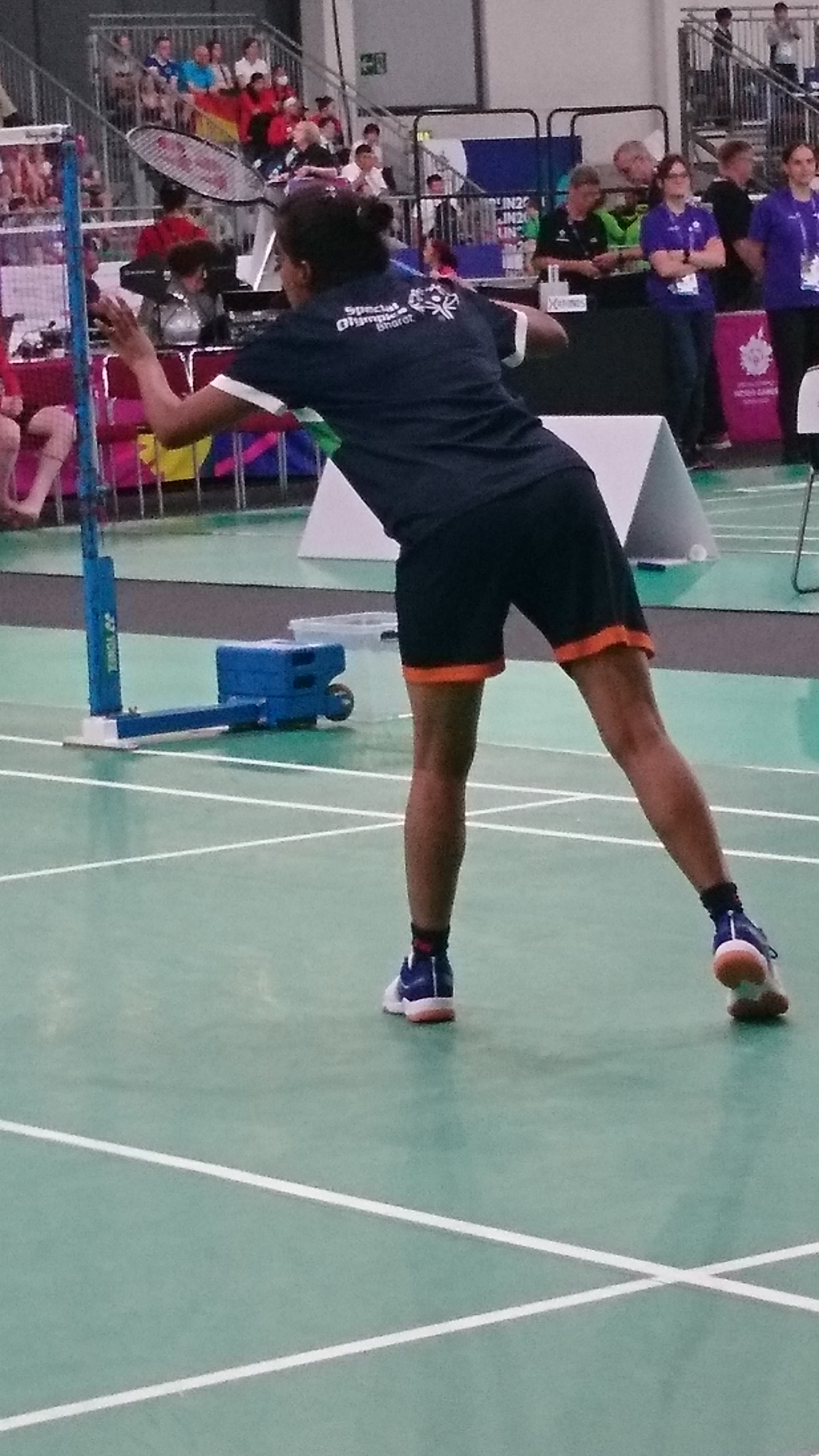
Indische Badmintonspielerin, Klassifizierungsspiel bei den Special Olympics World Summer Games 2023, Berlin

Badminton (Special Olympics) ist eine Sportart, die auf den Regeln von Badminton beruht und in Wettbewerben und Trainingseinheiten der Organisation Special Olympics weltweit für geistig und mehrfach beeinträchtigte Menschen angeboten wird. Badminton ist seit 1995 bei Special Olympics World Games vertreten.

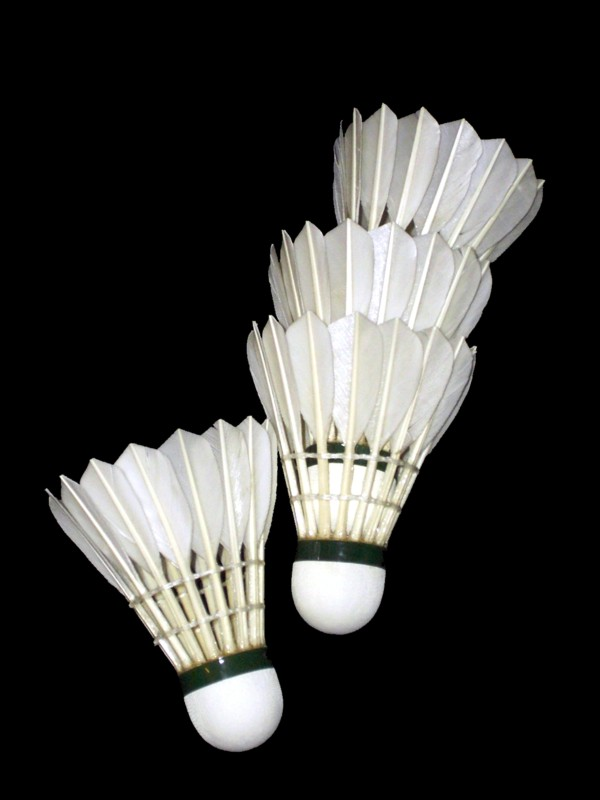
Federball mit Naturfedern

Das Ziel bei Badminton ist, den Ball so über ein Netz zu schlagen, dass die Gegenseite ihn nicht den Regeln entsprechend zurückschlagen kann. Mit Federball ist im Gegensatz zu Badminton das Freizeitspiel gemeint, bei dem meist nicht gegeneinander, sondern miteinander gespielt wird.
Beim Badminton zählen vor allem Reaktionszeit, Muskelkraft und Ausdauer. Ziel ist es, den Federball so über das Netz zu schlagen, dass die andere Seite ihn nicht zurückschlagen kann. Bei dieser Sportart kommt es vor allem auf Muskelkraft, Ausdauer und schnelle Reaktion an.
Benutzt werden Badmintonschläger und Federbälle.

## Regeln

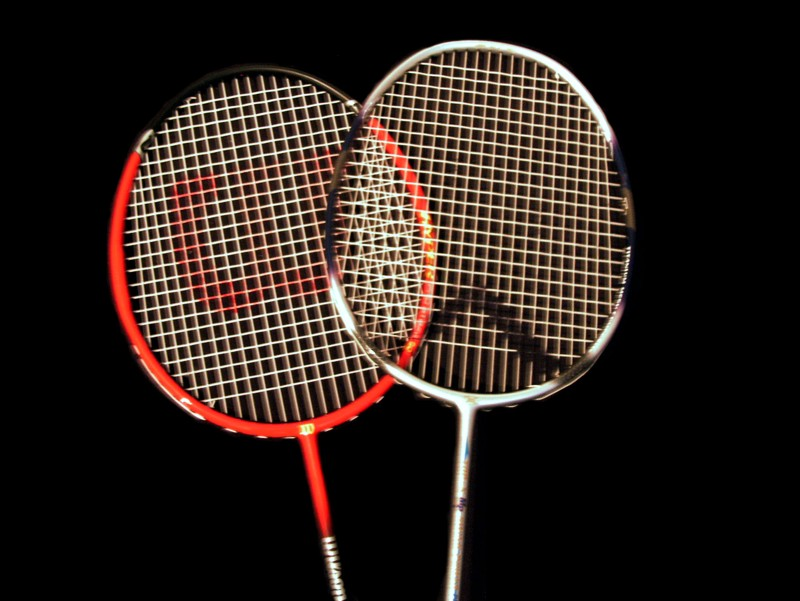
Schlägerköpfe zweier Badmintonschläger

In den Finalrunden gibt es zwei Gewinnsätze bis 21, bei Verlängerung bis 30. Falls die zur Verfügung stehende Zeit keine so langen Gewinnsätze erlaubt, kann die Wettbewerbsleitung Kurzsätze, nämlich Gewinnsätze bis 15 mit Verlängerung bis 21, ansetzen. Um einen Satz zu gewinnen, braucht man zwei Punkte Vorsprung. Ausnahmen sind die Entscheidungspunkte bei 29:29 bei Gewinnsätzen bis 21 und bei 20:20 bei Gewinnsätzen bis 15.
Special Olympics International hat die Sportregeln für Badminton auf Grundlage des Regelwerks des internationalen Fachverbandes „Badminton World Federation (BWF)“ erstellt. Die Bestimmungen des BWF oder die des Deutschen Badminton-Verbands (DBV) werden angewendet, wenn sie nicht im Widerspruch zu den offiziellen Special Olympics Sportregeln für Badminton oder zu Artikel 1 der Sportregeln stehen. So können Special Olympics Badminton-Wettbewerbe nach weltweit gültigen allgemeinen Standards abgehalten werden.
Es ist Sportkleidung/Ausstattung entsprechend den Regeln der Badminton World Federation (BWF) sowie der angeschlossenen nationalen Fachverbände (In Deutschland: Deutscher Badminton-Verband, DBV) zu tragen bzw. zu nutzen. Alle Athletinnen und Athleten müssen eine persönliche Sportausstattung besitzen. Zu dieser gehören das persönliche Sportgerät (Badminton-Schläger) und regelgerechte Sportkleidung.

## Besonderheiten bei Special Olympics
Vor den eigentlichen Wettbewerben finden Klassifizierungsrunden statt, damit die Athleten in möglichst leistungshomogene Gruppen eingeteilt werden können. Die Klassifizierung erfolgt mithilfe des Schweizer Systems beziehungsweise – falls durchführbar – des Kaiserspiels mit einer Spieldauer von je fünf Minuten. Herrscht dann Gleichstand, wird bis zum Entscheidungspunkt weitergespielt.
Die Finalrunden werden dagegen im Jeder gegen Jeden System ausgespielt.
Für Athletinnen und Athleten mit geringer Spielstärke lassen sich abweichende Spielregeln anwenden.

## Wettkämpfe
Angeboten werden
- Einzel
- Doppel
- Mixed Doppel
- Unified Doppel
- Unified Mixed Doppel

## Angebot bei Special Olympics World Games
Badmintonwettbewerbe wurden bei den Special Olympics World Summer Games erstmals bei der neunten Austragung der Sommerspiele im Jahr 1995 ausgetragen.
An den Special Olympics Sommerspielen 2023 nahmen 144 Athleten und 58 Unified-Partner teil. Es wurden die Disziplinen Einzel, Doppel, Mixed Doppel, Unified Doppel und Unified Mixed Doppel angeboten. Die Wettkämpfe fanden in der Messe Berlin in der Halle 3.2 statt.

## Aktuelle Entwicklungen
Badminton ist eine der Sportarten bei Special Olympics, die großen Zulauf hatte. 2020 spielten mehr als 370.000 Menschen bei Special Olympics Badminton.
Zwischen 2018 und 2019 erhielten 62.000 zusätzliche Special Olympics Athletinnen und Athleten mit und ohne geistige Beeinträchtigung Zugang zu Badminton. Im Lauf des Jahres 2019 wurden 16 neue Partnerschaften zwischen nationalen Organisationen von Special Olympics und den nationalen Badmintonverbänden begründet. Special Olympics Fiji, Special Olympics Guam, Special Olympics Papua-Neuguinea, Special Olympics Litauen und Special Olympics Norwegen unterstützten die Aufnahme von Badminton in das sportliche Angebot der nationalen Verbände von Special Olympics.
Im November 2020 veröffentlichten die BWF und Special Olympics International eine gemeinsame globale Entwicklungsstrategie, auf deren Basis Menschen mit geistiger Beeinträchtigung einen leichteren und umfassenderen Zugang zu Badminton bekommen sollen.

## Erfolgreiche Athletinnen und Athleten (Auswahl)
- Daniela Huhn, Special Olympics Deutschland